# Хостинговая компания
Хостинговая компания (также: хостер, хостинг-провайдер, веб-хостер, HSP (Hosting Service Provider)) — компания, занимающаяся предоставлением услуг размещения оборудования, данных и web-сайтов на своих технических площадках (хостинг). Зачастую, оказанием услуг хостинга занимаются также компании, для которых данный вид деятельности основным не является — интернет-провайдеры, регистраторы доменов.

## Сфера деятельности
Может предоставлять услуги:
- Размещение оборудования (colocation)
- Виртуальный выделенный сервер (VDS)
- Выделенный сервер (Dedicated)
- Виртуальный хостинг (Shared hosting)
- Игровой сервер
- Сервер электронной почты
- Хранилище данных
- Регистрация доменных имен
- Software as a Service (SaaS)
- Cloud-hosting

Однако самыми распространёнными являются услуги виртуального хостинга, регистрации доменов и VDS.

## Технические аспекты
Задача хостинговой компании — предоставление доступа к оборудованию или данным клиента из сети Интернет. Основными характеристиками, определяющими техническое качество услуги хостинга являются:
- Постоянная доступность узлов сети (т. н. uptime).
- Связанность в глобальной сети (доступность из других сегментов Интернета).
- Обеспечение физической и информационной безопасности оборудования и данных.
- Предоставление достаточных для функционирования сайта ресурсов сервера (в случае виртуального хостинга и VDS).
- Обеспечение требуемых условий безопасной эксплуатации (электропитание, температура воздуха и т. д.) в случае dedicated и colocation.

Большая часть Российских хостинг-провайдеров не имеет своей технологической площадки (дата-центра), а арендует оборудование или место для его размещения (colocation) у других операторов.
Как правило, для упрощения настройки площадки для клиентов виртуального хостинга и аренды VDS используются специальные панели управления.

## Правовое положение в России
Согласно законодательству Российской Федерации, хостинг является лицензируемым видом деятельности юридического лица. Для легального предоставления услуг хостинга требуется:
- Лицензия на оказание телематических услуг связи (ТУС).[1]
- Разрешение на эксплуатацию узла электросвязи (т. н. «сданный узел связи»).<в настоящее время: введённый в эксплуатацию узел связи>
- Сертифицированная система учёта услуг.
- Сертификаты CCC Минсвязи на оборудование, используемое для предоставление услуг связи.

В случае, если оператор планирует оказывать услуги размещения оборудования (colocation) или аренды выделенных серверов, ему также потребуется:
- Лицензия на услуги связи по передаче данных, за исключением услуг связи по передаче данных для целей передачи голосовой информации.

## Перепродажа
Часть хостинг-провайдеров (как правило — начинающих) не имеет собственного или арендуемого оборудования, а использует услугу перепродажи для перепродажи услуг вышестоящего оператора на условиях агентского договора (либо без него). Обычно, такие компании называют реселлерами или агентами.
Компании-перепродавцы не имеют непосредственного доступа к оборудованию, которое используется для предоставления услуг. Техническое обеспечение услуги берёт на себя вышестоящая хостинговая компания. Компания-реселлер занимается исключительно привлечением и поддержкой клиентов.
Как правило, перепродавцы имеют возможность установки собственной ценовой политики, отличной от политики вышестоящего провайдера.

## Праздник российских хостеров
Начиная с 2011 года 1 марта считается Днём Хостинг-провайдера в России.